# Dreieckiges Gesicht
Unter einem dreieckigem Gesicht versteht man eine Gesichtsform, die von vorne betrachtet wie ein Dreieck ausschaut mit der größten Breite in Höhe der Schläfen und in Richtung Kinn schmal zulaufend.
Synonyme: Dreieckige Gesichtsform; Dreieckförmiges Gesicht; englisch Face with broad temples and narrow chin; Triangular facial shape; Triangular facies
Eine solche Gesichtsform als Hinweis auf ein Syndrom findet sich bei:
- Edwards-Syndrom (Trisomie 18)[2]
- Osteogenesis imperfecta
- Pterygium-Syndrom
- Silver-Russell-Syndrom[3]

sowie bei:
- 1p36-Deletionssyndrom[4]
- 3M-Syndrom
- 3P-Syndrom[5]
- Aarskog-ähnliches Syndrom
- Alagille-Syndrom
- Al-Kaissi-Syndrom[6]
- Andersen-Tawil-Syndrom
- Arboleda-Tham-Syndrom
- Arthrogrypose mit okulomotorischen und elektroretinalen Anomalien
- Arthrogryposis multiplex congenita
- Bartter-Syndrom
- Brooks-Wisniewski-Brown-Syndrom
- Chitty-Hall-Baraitser-Syndrom
- Chromosome 14q11-q22 deletion[7]
- Chromosome 15q26-qter deletion[8]
- Chromosome 17q12 duplication[9]
- Cole-Carpenter-Syndrom
- Combined oxidative phosphorylation deficiency 26[10]
- Craniofacioskeletal syndrome[11]
- Cree mental retardation[12]
- Cutis-laxa ADCL3
- Autosomal-rezessive Cutis-laxa
- DEE85[13]
- Diabetes mellitus, permanenter neonataler - Pankreas- und Kleinhirnagenesie[14]
- Entwicklungsverzögerung-Gesichtsdysmorphien-Syndrom durch MED13L-Mangel[15][16]
- Feingold-Syndrom
- Floating-Harbor-Syndrom
- GDACCF[17]
- Gorlin-Chaudhry-Moss-Syndrom
- Granddad-Syndrom[18]
- HADDS[19]
- Hypotonie-Sprachstörung-schwere kognitive Entwicklungsverzögerung-Syndrom[20]
- Intellectual developmental disorder with neuropsychiatric features[21]
- KBG-Syndrom
- Kleinwuchs Typ Brüssel (Mievis-Verellen-Dumounin-Syndrom)[22]
- Legius-Syndrom
- LEOPARD-Syndrom
- Lipodystrophie Typ Berardinelli
- MDPS-Syndrom[23]
- Megalenzephalie-schwere Kyphoskoliose-Großwuchs-Syndrom[24]
- Meier-Gorlin-Syndrom
- Mevalonatkinase-Mangel
- Mikrozephaler primordialer Kleinwuchs-Insulinresistenz-Syndrom (SSMED)[25]
- Monosomie 10q, distale[26]
- Morbus Gaucher perinatal letale Form[27]
- MULIBREY-Kleinwuchs
- Mullegama-Klein-Martinez-Syndrom[28]
- MYODRIF[29]
- Myopathy, congenital, progressive, with scoliosis[30]
- Nabais Sa-de Vries-Syndrom[31]
- NEDSOSB[32]
- Nicolaides–Baraitser-Syndrom
- Nizon-Isidor-Syndrom[33]
- Noonan-Syndrom
- Noonan-ähnliches Syndrom mit juveniler myelomonozytischer Leukämie[34]
- Paganini-Miozzo-Syndrom[35]
- Partington-Syndrom
- Peroxisomenbiogenesedefekt
- Mikroduplikationssyndrom 17p11.2 (Potocki-Lupski-Syndrom)[36]
- PYCR2-abhängige Mikrozephalie-progressive Leukoenzephalopathie[37]
- Renpenning-Syndrom
- Ruijs-Aalfs-Syndrom[38]
- SHORT-Syndrom
- SOFT-Syndrom[39]
- Syndrom der kongenitalen letalen Kontrakturen[40]
- TMEM94-assoziierter kongenitaler Herzdefekt-Gesichtsdysmorphie-Entwicklungsverzögerung-Syndrom[41][42]
- Tolchin-Le Caignec-Syndrom[43]
- Transaldolase-Mangel[44]
- Turner-Syndrom
- Uniparentale Disomie 20, maternale[45]
- Unspezifische syndromale Intelligenzminderung[46]
- Van-den-Ende-Gupta-Syndrom
- Variables Aneuploidie-Mosaik-Syndrom[47]
- Vertebral anomalies and variable endocrine and T-cell dysfunction[48]
- Wachstumsverzögerung durch IGF-1-Resistenz
- Wiedemann-Rautenstrauch-Syndrom
- Woodhouse-Sakati-Syndrom
- Yuan-Harel-Lupski-Syndrom[49]
- Zlotogora-Ogur-Syndrom